# Río Pinturas
Río Pinturas är ett vattendrag i Argentina.   Det ligger i provinsen Santa Cruz, i den södra delen av landet, 1 700 km sydväst om huvudstaden Buenos Aires.
Omgivningarna runt Río Pinturas är i huvudsak ett öppet busklandskap. Trakten runt Río Pinturas är nära nog obefolkad, med mindre än två invånare per kvadratkilometer.